# 阿尔韦托·德米迪
阿尔韦托·德米迪（西班牙語：Alberto Demiddi，1944年4月11日—2000年10月25日），阿根廷男子赛艇运动员。他曾代表阿根廷参加1964年、1968年和1972年夏季奥林匹克运动会赛艇比赛，获得一枚银牌和一枚铜牌。